# Сача-беки
Сача-беки, Сэчэ-беки (монг. Сача бэхи; ? — ок. 1197) — предводитель монгольского племени джуркинов во второй половине XII века, сын Соорхату-Чжурки. Будучи родственником Тэмуджина, пользовался у его семьи большим уважением, однако после наречения того Чингисханом стал одним из первых его противников.

## Биография
Когда Тэмуджин принял решение откочевать от своего названного брата Джамухи и основать собственный улус, Сача-беки и его брат Тайчу в числе других предводителей из нирунов поспешили присоединиться к набирающему силу нойону. Позже, в 1189 году, Сача-беки, Тайчу и другие знатные монголы — Хучар, Алтан и, предположительно, Даритай-отчигин, — избрали Тэмуджина на ханствование, присвоив ему титул Чингисхана.
Курени Сача-беки и Тайчу выступали на стороне Чингисхана в битве при Далан-Балджутах. После становления Чингиса ханом Джамуха стал искать открытого повода для столкновения с бывшим побратимом. Когда младший брат Джамухи Тайчар был убит одним из нукеров Чингисхана, Джамуха собрал тринадцать племён и разбил противника. Несмотря на поражение, после битвы к Чингисхану перешёл ряд племён, отделившихся от Джамухи. По случаю их присоединения в Ононской дубраве был устроен пир. Во время раздачи кумыса джуркинские ханши Хорочжин-хатун и Хуурчин-хатун оскорбили кравчего Чингисхана Шикиура, обвинив в том, что он подал им чару не по очереди, начав с молодой жены Сача-беки Эбегай; в это же время вспыхнула драка между братом Чингиса Бельгутеем и нойоном Бури-Боко. Бури-Боко рассёк Бельгутею плечо, и разъярённый Чингисхан, невзирая на уговоры брата, приказал избить джуркинов дубинами и мутовками. Возмущённые джуркины и их люди покинули улус Чингисхана, однако через некоторое время вернулись, поскольку обе стороны примирились. 
Примирение оказалось недолгим: сначала джуркины не откликнулись на просьбу Чингисхана помочь в походе против татар (1196), а потом, согласно «Сокровенному сказанию монголов», и вовсе напали на ставку Чингиса в его отсутствие, убив десятерых человек. После этого судьба джуркинов была предрешена. Обстоятельства расправы над джуркинами существенно различаются в зависимости от источника: так, по «Сокровенному сказанию», Чингисхан ходил на них походом, во время которого Сача-беки и Тайчу бежали, но позже были схвачены; по «Джами ат-таварих», Чингисхан не гневался на джуркинов и даже вёз для них часть захваченной добычи, однако во время пути те атаковали монгольский отряд, что и послужило причиной для похода. В любом случае, некогда могучее племя было разгромлено, а Сача-беки и Тайчу — казнены.

## В культуре
Сача-беки стал персонажем романа И. К. Калашникова «Жестокий век» (1978).